# جينا بويد
جينا بويد (بالإنجليزية: Jenna Boyd)‏ هي ممثلة أمريكية، ولدت في 4 مارس 1993 في الولايات المتحدة.

## أعمال

### أفلام
- (2003) النجم السابق الطفل[1]

### مسلسلات
- شبح هامس
- عقول إجرامية

## وصلات خارجية
- جينا بويد على موقع IMDb (الإنجليزية)
- جينا بويد على موقع ألو سيني (الفرنسية)
- جينا بويد على موقع ميوزك برينز (الإنجليزية)
- جينا بويد على موقع أول موفي (الإنجليزية)
- جينا بويد على موقع قاعدة بيانات الأفلام السويدية (السويدية)
- جينا بويد على موقع قاعدة بيانات الفيلم (الإنجليزية)
- جينا بويد على موقع كينوبويسك (الروسية)